# Thomas Bock (Psychologe)
Thomas Bock (* 1954) ist ein deutscher Professor für Psychologie. 
Seine Arbeitsschwerpunkte sind Psychiatrie, bipolare Störungen, Psychosen und Psychoedukation. Er ist tätig als Leiter der sozialpsychiatrischen Ambulanz und Professor für klinische und Sozial-Psychiatrie am UKE in Hamburg. Bock habilitierte sich mit seinen Arbeiten über Lebensläufe psychoseerfahrener Menschen ohne Kontakt zu psychiatrischer Behandlung. Er engagiert sich für eine Anti-Stigmatisierung psychisch Kranker und ist seit 2005 Chefredakteur des Magazins In Balance der deutschen Gesellschaft für bipolare Störungen e.V.
Thomas Bock ist verheiratet und hat drei Kinder.

## Schriften (Auszug)
- Lichtjahre. Psychosen ohne Psychiatrie. Krankheitsverständnis und Lebensentwürfe von Menschen mit unbehandelten Psychosen. Bonn 1997. ISBN 3-88414-204-6.
- Achterbahn der Gefühle. Leben mit Manien und Depressionen. Freiburg im Breisgau 1998. ISBN 3-451-26366-1.
- Umgang mit psychotischen Patienten. Bonn 2003. ISBN 3-88414-332-8.
- Eigensinn und Psychose. „Noncompliance als Chance.“ Neumünster 2006. ISBN 3-926200-90-1.